# فاندوم

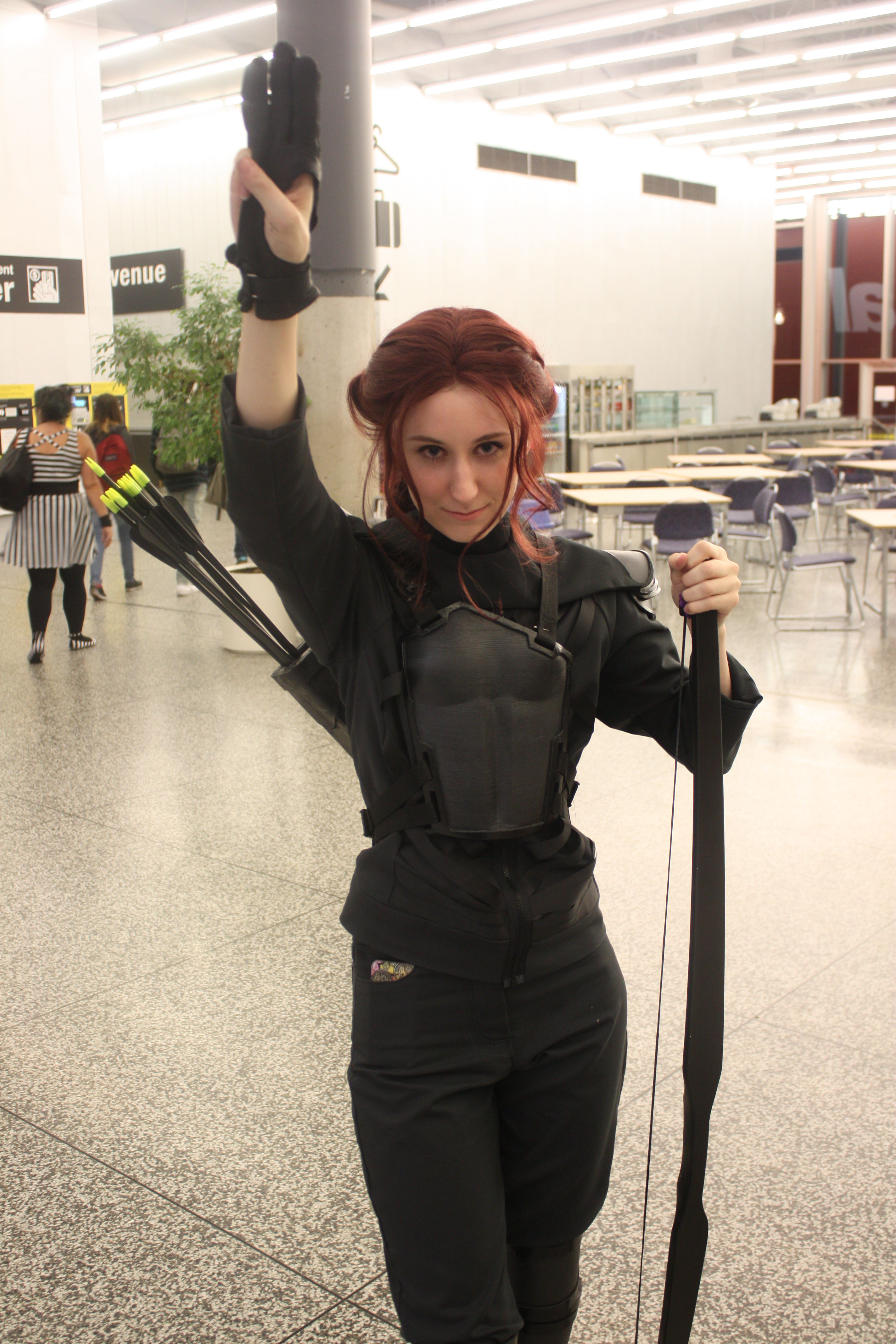
فتاة الكوسبلاي ترتدي زي كاتنيس إيفردين خلال مونتريال كوميك كون، تموز 2015

فاندوم (بالإنجليزية: Fandom) هي ثقافة فرعية تتكون من معجبين يتميزون بإحساس التعاطف والصداقة الحميمة مع الآخرين الذين يشاركونهم نفس الاهتمام. يهتم المعجبون في العادة بالتفاصيل البسيطة لأشياء لمَعجبتهم ويقضون جزءً كبيرًا من وقتهم وطاقتهم في اهتماماتهم، غالبًا كجزء من شبكة اجتماعية ذات ممارسات معينة (مَعجبة)؛ هذا ما يميز إعجابهم (من لديهم عضوية للمَعجبة) عن أولئك الذين لديهم اهتمام عفوي.
يمكن أن تنمو المَعجبة حول أي مجال من مجالات الاهتمام أو النشاط البشري. يمكن تحديد موضوع اهتمام المعجبين بشكل ضيق والتركيز على شيء مثل المشاهير الفرديين، أو تحديده على نطاق أوسع، ويشمل الهوايات، أو الأنواع، أو الموضات بأكملها. في حين أنه يُستخدم الآن للتطبيق على مجموعات الأشخاص المهتمين بأي موضوع، فإن المصطلح له جذوره في أولئك الذين لديهم تقدير حماسيّ للرياضة. يتتبع قاموس ميريام وبستير استخدام المصطلح منذ عام 1903.
يمكن أيضًا استخدام كلمة مَعجبة كمصطلح بالمعنى الواسع للإشارة إلى الشبكات الاجتماعية المترابطة للمَعجبات الفردية،[مبهم] كثير منها يتداخل. هناك عدد من الاتفاقيات الكبيرة التي تلبي احتياجات المَعجبة بهذا المعنى الواسع، والتي تلبي الاهتمامات في الأفلام، والكوميديا، والأنايم (انمي)، والبرامج التلفزيونية، والعروض التنكرية (كوسبلاي)، وفرصة شراء وبيع البضائع ذات الصلة. تعد المؤتمرات السنوية مثل كوميك كون العالمي، واندر كون، دراغون كون، ونيويورك كوميك كون من أكثر الأحداث شهرةً وحضورًا كبيرًا والتي تلبي احتياجات المَعاجيب المتداخلة.

## الثقافة الفرعية المنظمة
يُعتقد على نطاق واسع أن معجبي الأدب بالمحقق شيرلوك هولمز قد شكلوا أول مَعجبة حديثة،  أقاموا مظاهرات حداد عامة بعد «مقتل» هولمز في عام 1893، وخلقوا بعض من روايات خيال المعجبين الأولى منذ حوالي عام 1897 حتى 1902. خارج نطاق وسائل الإعلام، يعد عشاق السكك الحديدية من أوائل المَعجبات الذين تعود جذورهم إلى أواخر القرن التاسع عشر والتي بدأت تكتسب شعبية وتنظم بشكل متزايد في العقود الأولى من أوائل القرن العشرين.
نشأت مجموعة واسعة من الثقافات الفرعية المنظمة للغرب الحديث مع مَعجبة الخيال العلمي، مجتمع محبي أنواع الخيال العلمي وأنواع الفانتازيا. يعود تاريخ مَعجبة الخيال العلمي إلى حوال 1930 وأقيمت أندية وجمعيات منظمة في العديد من المدن حول العالم. يعقد المعجبون المؤتمر السنوي للخيال العلمي العالمي منذ عام 1939، إلى جانب العديد من الأحداث الأخرى كل عام، وقد ابتكروا المصطلحات الخاصة بهم، والتي تسمى أحيانًا «حديث معجبين». بالإضافة إلى ذلك، فإن جمعية المفارقة التاريخية الإبداعية، وهي مجموعة إعادة خلق من العصور الوسطى، لها جذورها في مَعجبة الخيال العلمي. تأسست من قبل أعضائها، والعديد من مؤلفي الخيال العلمي والفانتازيا مثل ماريون زيمر برادلي،  بول أندرسون،  راندال جاريت، ديفيد فريدمان،  وروبرت أسبرين  كانوا أعضاء في المنظمة.

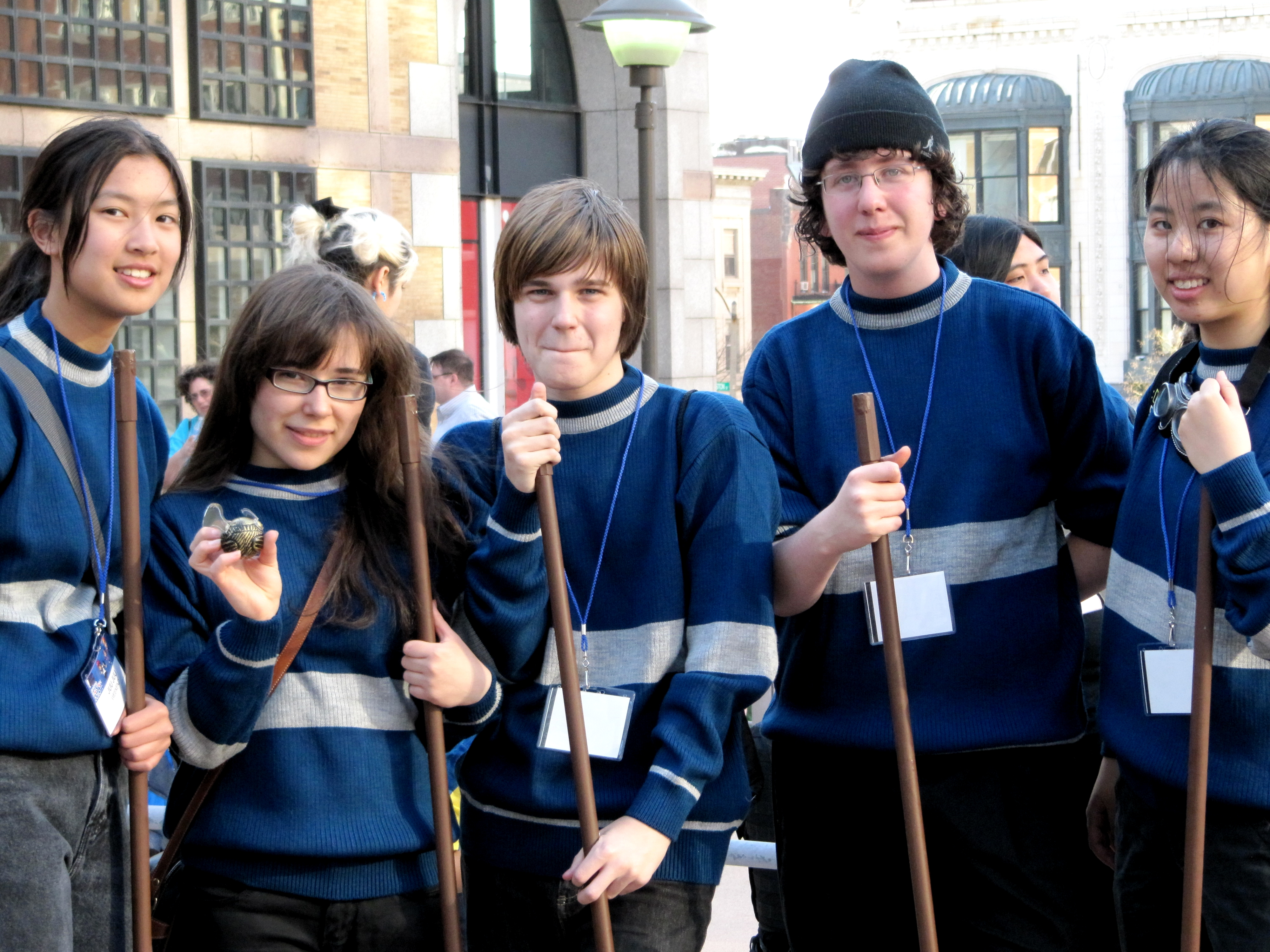
معجبي هاري بوتر يرتدون زي طلاب هوجوارتس

انقسمت مَعجبة وسائل الإعلام عن مَعجبة الخيال العلمي في أوائل السبعينيات مع التركيز على العلاقات بين الشخصيات داخل امتيازات وسائل الإعلام التلفزيونية والأفلام، مثل ستار تريك والرجل من العم. أنتج معجبو هذه الامتيازات منتجات إبداعية مثل فن المعجبين وخيال المعجبين في وقت كانت فيه مَعجبة الخيال العلمي النموذجية تركز على المناقشات النقدية. أتاح مؤتمر MediaWest غرفة فيديو وكان له دور فعال في ظهور مقاطع فيديو المعجبين، أو مقاطع الفيديو الموسيقية التحليلية القائمة على المصدر، في أواخر السبعينيات. بحلول منتصف السبعينيات، كان من الممكن مقابلة المعجبين في مؤتمرات الخيال العلمي الذين لم يقرؤوا الخيال العلمي، لكنهم شاهدوه فقط في الفيلم أو التلفزيون.
بدأت مَعجبة الأنايم والمانغا في السبعينيات في اليابان. في أمريكا، بدأت المَعجبة أيضًا كفرع من مَعجبة الخيال العلمي، حيث جلب المعجبون نسخًا مستوردة من المانجا اليابانية إلى المؤتمرات. قبل أن يبدأ ترخيص أنايم أو الأنيمي في الولايات المتحدة، كان المعجبون الذين يرغبون في الحصول على الأنايم يقومون بتسريب نسخ من أفلام الأنايم أو الأنيمي وترجمتها للتبادل مع الأصدقاء في المجتمع، مما يمثل بداية المعجبين الفرعيين. بينما نما الخيال العلمي والأنايم في وسائل الإعلام، فإن ثقافة الميت الممتن Grateful Dead الفرعية التي ظهرت في أواخر الستينيات وأوائل السبعينيات من القرن العشرين، خلقت قاعدة جماهيرية عالمية حول ثقافة الهيبيين والتي كان لها تأثير دائم على المجتمع والتكنولوجيا.
يشير مَعجبة الفرويّ إلى القاعدة الجماهيرية لشخصيات حيوانات مجسمة خيالية ذات شخصيات وخصائص بشرية. نشأ مفهوم الفرو في مؤتمر الخيال العلمي في عام 1980،  عندما بدأ رسم لشخصية من تأليف ستيف جالاتشي أنثروبومورفيكس البيدو مناقشة حول الشخصيات المجسمة في روايات الخيال العلمي، والتي بدورها بدأت مجموعة مناقشة اجتمعت في مؤتمرات الخيال العلمي والقصص الهزلية.
المواضيع الإضافية ذات المَعاجيب المهمين تشمل القصص المصورة أو الهزلية، الرسوم المتحركة، الرياضة، الموسيقى، مجلات اللب،  المسلسلات التلفزيونية،  عروض الألعاب، المشاهير وألعاب الفيديو.

## أنشطة المعجبين

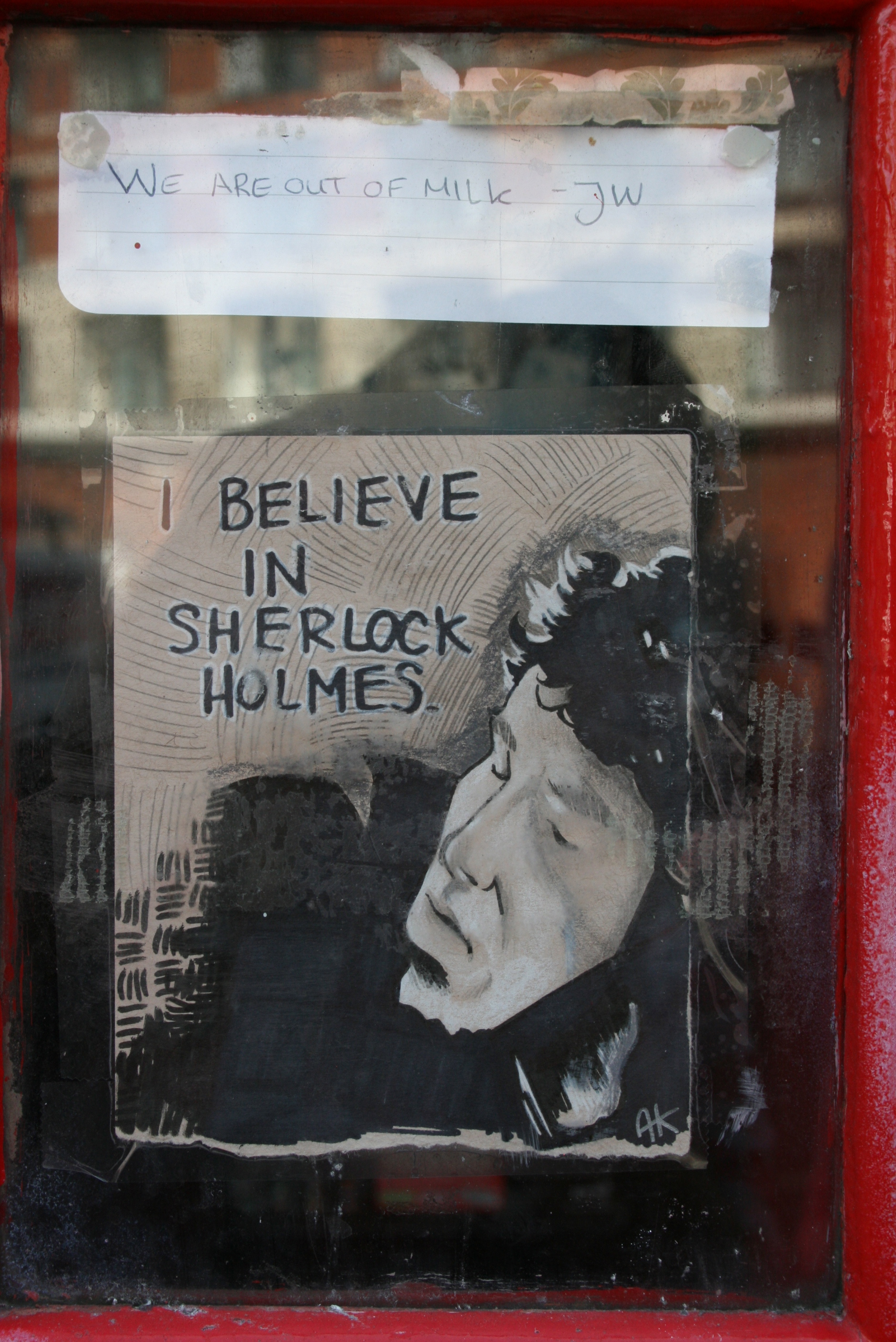
فن المعجبين بمسلسل شيرلوك التلفزيونية في كشك هاتف باللغة الإنجليزية

يرتبط أعضاء المَعجبة ببعضهم البعض، وغالبًا ما يحضرون مؤتمرات المعجبين وينشرون ويتبادلون مجلات المعجبين والرسائل الإخبارية. تعد جمعيات هواة الصحافة شكلاً آخر من أشكال منشورات المعجبين والتواصل. كانت هذه الثقافات الفرعية تستخدم في الأصل وسائط مطبوعة الأساس، وقد نقلت الكثير من اتصالاتها وتفاعلها على الإنترنيت، والتي تستخدمها أيضًا لغرض أرشفة المعلومات التفصيلية ذات الصلة بقاعدة المعجبين المعينة. في كثير من الأحيان، يتجمع المعجبون في المنتديات ولوحات المناقشة لمشاركة حبهم وانتقادهم لعمل معين. يمكن أن يؤدي هذا التجمع إلى مستوى عالٍ من التنظيم والمجتمع داخل المَعجبة، بالإضافة إلى الاقتتال الداخلي. على الرغم من وجود مستوى معين من التسلسل الهرمي بين معظم لوحات المناقشة حيث يتم تقدير مساهمين معينين بدرجة أعلى من غيرهم، إلا أنه غالبًا ما يتم الترحيب بالوافدين الجدد في الجماعة. الأهم من ذلك، يمكن أن يكون لهذه الأنواع من لوحات المناقشة تأثير على وسائل الإعلام نفسها كما كان الحال في البرنامج التلفزيوني غلي. من المعروف أن الاتجاهات الموجودة على لوحات المناقشة تؤثر على الكتاب والمنتجين في العرض أو المسلسل. استطاعت مَعجبة الإعلام للمسلسل التلفزيوني فايرفلاي أن تولد إهتمامًا كافيًا من الشركات لإنشاء فيلم بعد إلغاء السلسلة.
يكتب بعض المعجبين قصصًا خيال المعجبين ("fanfic")، قصص مستندة إلى الكون والشخصيات التابعة لمَعجبتهم المختارة. يمكن أن يأخذ هذا الخيال شكل صناعة الفيديو وكذلك الكتابة. قد يرتبط خيال المعجبين بقانون القصة وقد لا يكون كذلك؛ أحيانًا يستخدم المعجبون شخصيات القصة في مواقف مختلفة لا تتعلق بخط الحبكة على الإطلاق.
خاصةً في الأحداث، قد يشارك المعجبون أيضًا في العرض التنكري أو الكوسبلاي (مشتقة بين costume وplay) – ابتكار وارتداء أزياء مصممة على غرار شخصيات من مصدر عمل – والتي يمكن دمجها أيضًا مع لعب الأدوار أو إعادة تمثيل المشاهد أو اختراع سلوك محتمل مستوحى من مصادرهم المختارة.
ينشئ الآخرون مقاطع فيديوهات للمعجبين، أو مقاطع فيديو موسيقية تحليلية تركز على مصدر المَعجبة، بينما ينشئ آخرون فنون المعجبين. تُعرف مثل هذه الأنشطة أحيانًا باسم «عمل المعجبين» أو "fanac"، وهي صيغة مختصرة لعبارة «نشاط المعجبين». أدى ظهور الإنترنيت إلى تسهيل تكوين جمعيات المعجبين وأنشطتها بشكل كبير. تتضمن الأنشطة التي ساعدتها الإنترنيت إنشاء «مزارات» للمعجبين مخصصة للشخصيات المفضلة، وخلفيات شاشة الكمبيوتر، والصور الرمزية. علاوة على ذلك، أدى ظهور الإنترنيت إلى إنشاء شبكات معجبين على الخط تساعد في تسهيل تبادل أعمال المعجبين.

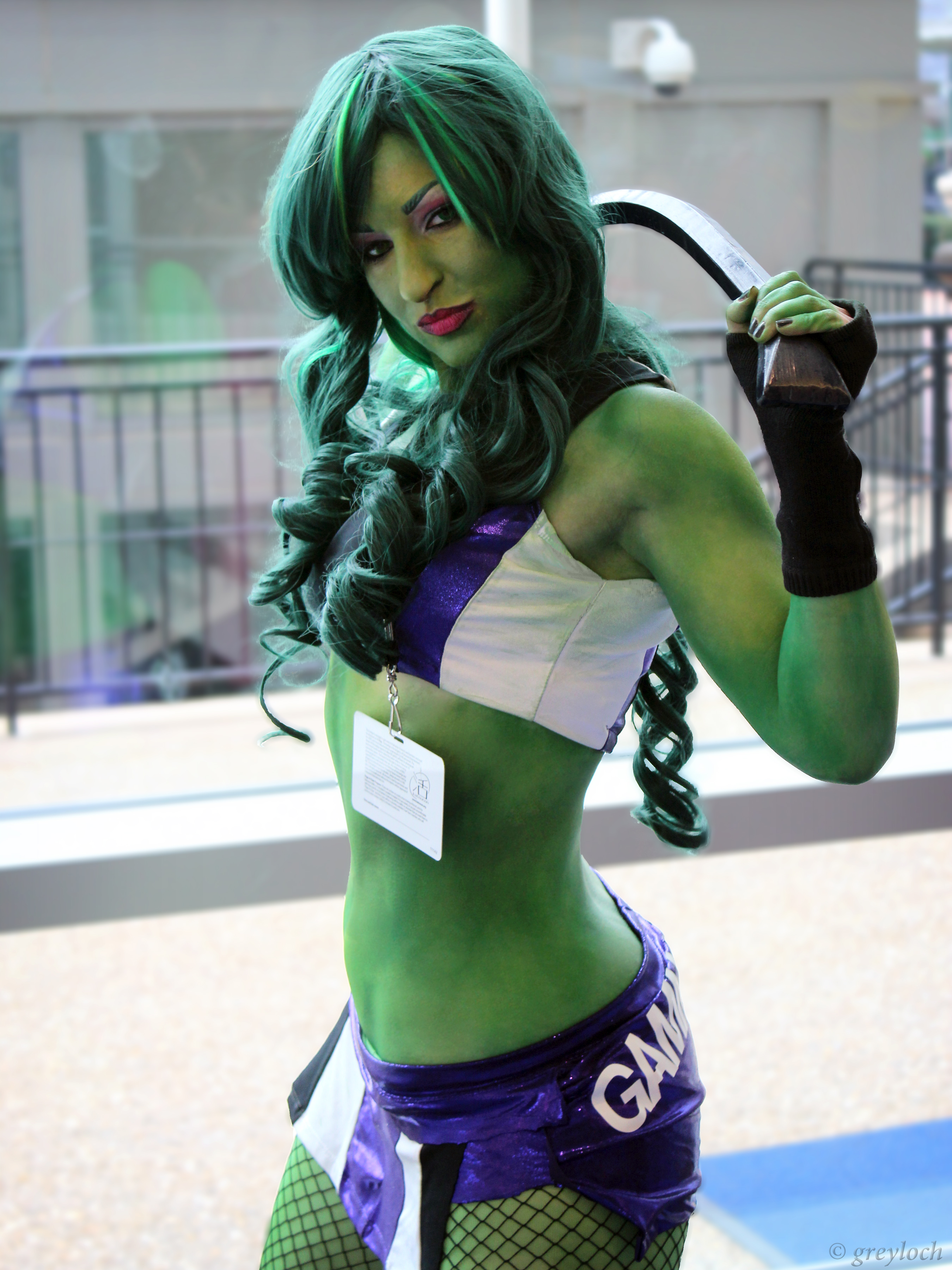
كوسبلاير. شي هالك، 2012

ينشئ بعض المعجبين صورًا تُعرف باسم عمليات التعديلات، والتي تتكون من صور أو صور بشخصياتهم المَعجبة المختارين في سيناريوهات مختلفة. غالبًا ما تتم مشاركة هذه التعديلات على شبكات التواصل الاجتماعي مثل إنستاغرام، تامبلر، وبينتيرست. في بعض التعديلات، قد يرى المرء محتوى يتعلق بالعديد من الجماهير المختلفة. غالبًا ما يصنع المعجبون في المجتمعات عبر الإنترنيت صورًا متحركة (Gifs) أو مجموعات جي آي إف عن مَعاجيبهم. جي آي إف أو مجموعات جي آي إف يمكن استخدامها لخلق سيناريوهات غير قانونيّة تخلط المحتوى الفعلي أو إضافة في المحتوى ذات الصلة. يمكن لمجموعات جي آي إف Gif أيضًا التقاط تعبيرات دقيقة أو لحظات. يستخدم المعجبون الصور المتحركة (جي آي إف) لإظهار شعورهم حيال الشخصيات أو الأحداث في مَعجبتهم؛ هذه تسمى صور متحركة لرد الفعل.
يعتبر معبد أمر الجيداي، وهو نصب نفسه «دين يتنفس، وحيّ حقيقيًا»، نفسه منفصلاً عن جيداي كما تم تصويره في سلسلة حروب النجوم. على الرغم من ذلك، يرى علماء الاجتماع أن الخلط بين الدين والمَعجبة أمر مشروع إلى حد ما، ويصنف كلاهما على أنه ظاهرة تشاركية.
هناك أيضًا منظمات معجبين نشطة تشارك في الأعمال الخيرية وتخلق تأثيرًا اجتماعيًا إيجابيًا. على سبيل المثال، تحالف هاري بوتر هو منظمة مدنية ذات مكون قوي على الإنترنيت تدير حملات حول قضايا حقوق الإنسان، غالبًا بالشراكة مع مجموعات أخرى مناصرة ومنظمات غير ربحية؛ عضويتها تشوه سن الكلية وما فوق. نيردفايتيرز، مَعجبةٌ أخرى تم تشكيلها حول أخوة فلوغ، وهي قناة لفيديوهات المدونات على يوتيوب، هم في الأساس طلاب المدارس الثانوية الذين يجمعهم هدف مشترك يتمثل في «تقليل مشكلة العالم».

## في الأفلام
تشمل الأفلام الوثائقية الطويلة البارزة حول المَعجبة (بعضها يحترم الموضوعات أكثر من البعض الآخر) من ضمن ذلك تريكيز  و حكاية بروني. سلاش هو فيلم تم إصداره في عام 2016 حول صبي صغير يكتب قصة خيال المعجبين لسلاش.

## في الكتب
فان غيرل هي رواية كتبتها راينبو رويل عن طالبة جامعية التي هي من المعجبين بسلسلة كتب تسمى سيمون سنو، والتي كتبتها مؤلفة خيالية تدعى جيما تي ليزلي. في 6 تشرين الأول 2015، نشرت راينبو رويل رواية متابعة لـ فان غيرل. كاري أون هي مجموعة للروايات غير مستقلة في عالمٍ خيالي حيث كاث، الشخصية الرئيسية في فان غيرل، تكتب فيها خيال المعجبين.

## العلاقة مع الصناعة

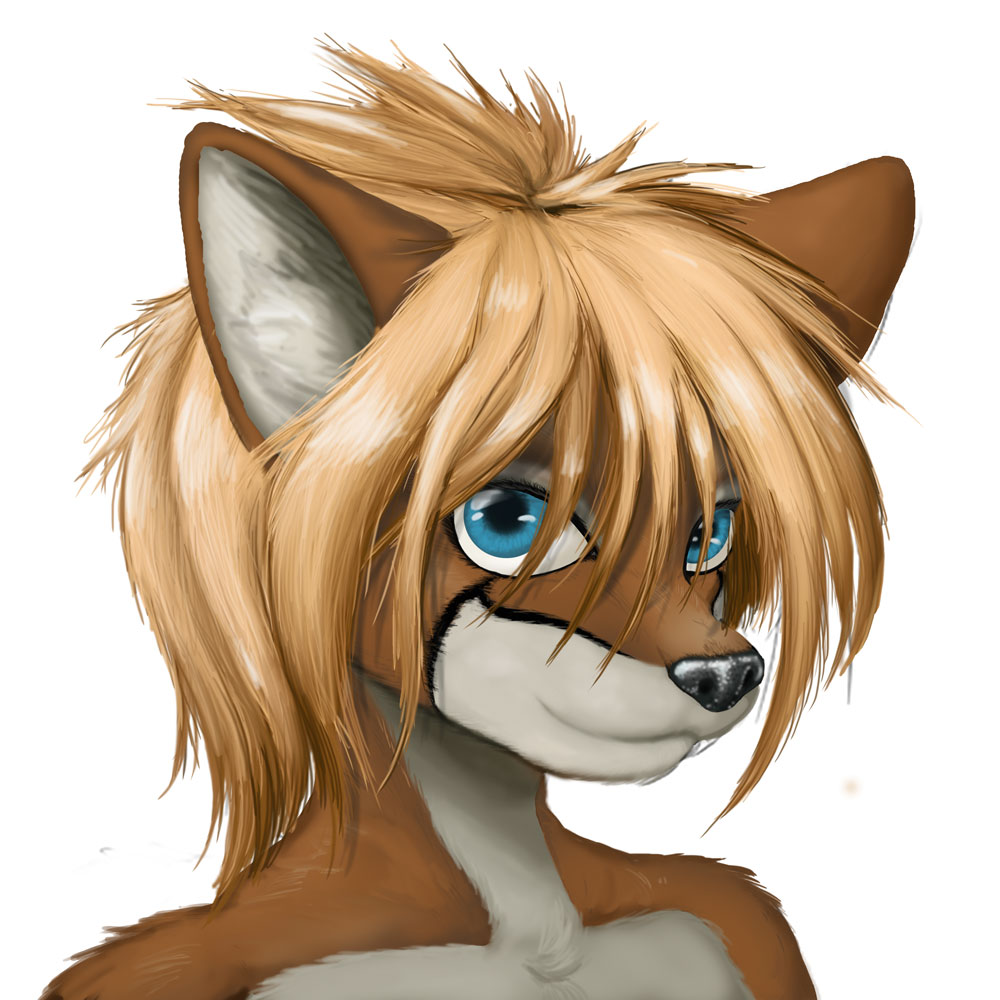
رسم كاريكاتوري لفروي "أنثرو فيكسن"

تشير صناعة الترفيه السينمائي والتلفزيوني إلى مجموع المعجبين المكرسين لمجال اهتمام معين، سواء كان منظمًا أم لا، على أنهم «قاعدة المعجبين».
قام معجبي وسائل التواصل (الميي)، في بعض الأحيان، بالتنظيم نيابة عن مسلسل تلفزيوني تم إلغاؤه، مع نجاح ملحوظ في قضايا مثل ستار تريك في عام 1968، وكانيي ولايسي في عام 1983، و كزينا: الأميرة المحاربة في عام 1995، و روزويل في عامي 2000 و2001 (كان تم إلغاؤه نهائيًا في نهاية موسم 2002)، و فارسكايب في 2002، وفايرفلاي في 2002، و جيريكو في 2007. (في حالة فايرفلاي كانت النتيجة فيلم Serenity وليس موسمًا آخر.) وبالمثل، كان المعجبون هم الذين سهّلوا الدفع لإنشاء فيلم فيرونيكا مارس من خلال حملة كيك ستارتر. أطلق معجبو المسلسل تشاك حملة لإنقاذ العرض من الإلغاء باستخدام هاشتاج على تويتر وشراء المنتجات من رعاة العرض. قاتل معجبو شركة توقيف التطوير (أريستي ديفيلوبمينت) من أجل إدراج شخصية ستيف هولت في الموسم الرابع. حملة إنقاذ ستيف هولت! تضمنت حسابًا على تويتر وفايسبوك، وهاشتاغ، وموقع ويب.
تشير مثل هذه الصيحات، حتى وإن لم تنجح، إلى تنامي الوعي الذاتي من جانب مستهلكي الترفيه، الذين يبدو أنهم على الأرجح يحاولون تأكيد قوتهم ككتلة. بدى أن نشاط المعجبين لدعم إضراب نقابة الكتاب الأمريكية لعام 2007 عبر Fans4Writers يمثل امتدادًا لهذا النزعة.
في الخيال العلمي، عدد كبير من الممارسين وغيرهم من المتخصصين في هذا المجال، ليس فقط الكتاب ولكن المحررين والناشرين، هم تقليديًا يأتون ويشاركون في مَعجبة الخيال العلمي، من راي برادبري وهارلان إليسون إلى باتريك نيلسن هايدن وطوني ويسكوبف. كان إيد بروبيكر من معجبي قصص كابتن أميركا الهزلية عندما كان طفلاً وكان منزعجًا جدًا من مقتل باكي بارنز وعمل على إيجاد طرق لإعادته. بدأ قوس قصص جندي الشتاء في عام 2004، وفي الإصدار السادس لعام 2005، تم الكشف أن جندي الشتاء كان باكي بارنز. يكتب العديد من المؤلفين قصص خيال المعجبين بأسماء مستعارة. كتب ليف غروسمان قصصًا في عالم هاري بوتر، وقت المغامرة، وكيف تروض تنينك. كتبت إس. إي هينتون عن كل من خارق للطبيعة وكتبها الخاصة، الغرباء. غالبًا ما يتنكر ممثلو الأفلام كشخصيات أخرى في الكوسبلاي للاستمتاع بكونهم معجبين عاديين. لعب دانيال رادكليف دور الرجل العنكبوت في سان دياغو كوميك كون 2014. قبل إصدار الرجل العنكبوت المذهل، ارتدى أندرو غارفيلد زي الرجل العنكبوت وألقى خطابًا عاطفيًا حول ما يعنيه الرجل العنكبوت له وشكر المعجبين على دعمهم.
تغيرت العلاقة بين المعجبين والمحترفين بسبب الوصول إلى منصات التواصل الاجتماعي مثل تويتر وفايسبوك. يمنح ذلك المعجبين حظوظًا أكبر للوصول إلى الشخصيات العامة مثل المبدعين، المؤلفين، والممثلين. تمنح المنصات عبر الإنترنيت أيضًا مزيدًا من الطرق للتواصل والمشاركة في المَعاجيب.
جعل بعض المعجبين العمل الذي يقومون به في المَعجبة من وظائفهم. كان كتاب خمسون درجة من جراي (رمادي) للكاتب إ.ل جايمس في الأصل أحد روايات سلسلة الشفق المنشورة على FanFition.net. تم حذف القصة لمحتوى الراشدين الذي انتهك شروط خدمة الموقع. أعاد جايمس كتابة القصة لاستخراج أي إشارات عن الشفق ونشرها ذاتيًا في The Writer's Coffee Shop في أيار 2011. تم نشر الكتاب من قبل دار نشر راندوم هاوس في عام 2012 وحظي بشعبية كبيرة حيث بيع أكثر من 100 كتاب مليون نسخة. لم يكن العديد من المعجبين سعداء بشأن استخدام جايمس لأدب خيال المعجبين لكسب المال وشعروا أنه ليس من روح المجتمع. هناك خلاف حول عدم حصول المعجبين على أجر مقابل وقتهم أو عملهم. تستخدم شركات الألعاب معجبي ألفا وبيتا لاختبار لألعابهم مقابل الوصول المبكر أو البضائع الترويجية. استخدم البرنامج التلفزيوني غلي المعجبين لإنشاء مواد ترويجية، على الرغم من أنهم لم يعوضوا المعجبين.
عززت صناعة الترفيه عملها مباشرة لأعضاء مجتمع المَعجبة من خلال رعاية وتقديم الأحداث والمؤتمرات المخصصة للمَعجبة. تقوم الاستوديوهات في كثير من الأحيان بإنشاء معارض معقدة،  تنظم اللوحات التي تضم مشاهير وكتاب الأفلام والتلفزيون (للترويج لكل من الأعمال الحالية والأعمال التي لم يتم إصدارها بعد)، وإشراك المعجبين مباشرةً من خلال جلسات الأسئلة والأجوبة، وإظهار عروض مسبقة عابرة، وتوفير هدايا للعلامات التجارية للبضائع. اهتمام واستقبال ورد فعل مجتمع المَعجبة بالأعمال التي يتم الترويج لها له تأثير ملحوظ على كيفية قيام إستوديوهات الأفلام وغيرها بالمضي قدمًا في المشاريع والمنتجات التي يعرضونها ويروجون لها.

## المَعجبة والتكنولوجيا
أدى ظهور الإنترنيت إلى إنشاء منافذ جديدة وقوية للمَعجبة. بدأ هذا مع المهندسين الأوائل الذين تداولوا قوائم مجموعة ميت ممتن ومناقشة إعداد نظام مكبرات الصوت الخاصة بالحفل الموسيقي، المسمى «جدار الصوت»، على أربانيت، وهو مقدمة للإنترنيت. أدى ذلك إلى تداول الشريط عبر بروتوكول نقل الملفات، وبدأ أرشيف الإنترنيت في إضافة عروض ميت ممتن في عام 1995. تطورت مجتمعات تداول الأشرطة عبر الإنترنيت مثل etree إلى عروض تداول شبكات p2p من خلال السيول. بعد ولادة شبكة الويب العالمية، تبنت العديد من المجتمعات ممارسات مَعجبة الرأس الميت عبر الإنترنيت.
في 11 كانون الثاني 2001 تم بث أغنية Trucking by the Grateful Dead من أول بودكاست يستخدم آر إس إس لتقديم ملفات صوتية.

### معاجيب بالمتوسط
- معجبة الأنايم والمنغا
- معجبة البوب الكوري
- معجبة الفيدينغ

### قائمة معاجيب بارزة
- فاندوم أغنية الجليد والنار (fans of جورج ر. ر. مارتن's أغنية الجليد والنار including لعبة العروش)
- Beatlemaniacs (fans of البيتلز)
- جيمس بوندs (جيمس بوند)
- Bronies (fans of ماي ليتل بوني: فرندشيب إز ماجيك)
- فايرفلايs (fans of فايرفلاي)
- Fandom culture in South Korea, fans of آيدول البوب الكوري and أنمي
- Juggalos (fans of Insane Clown Posse)
- Madonna wannabes (fans of مادونا)
- MSTies (fans of Mystery Science Theater 3000)
- جيمي بافيتs (fans of جيمي بافيت)
- Potterheads (fans of هاري بوتر)
- Sherlockians (fans of شرلوك هولمز)
- Stargate fandom
- التأثير الثقافي لسلسلة أفلام حرب النجوم
- تيفوسي (fans of Italian sports teams or motor vehicles)
- Tolkien fandom
- Trekkies (fans of ستار تريك)
- ألتراس, fanatic sports supporters
- Whovians (fans of دكتور هو)

## روابط خارجية
- «من يملك القاعدة الجماهيرية؟» - Salon.com كانون الأول ال13 2000
- «الرتبة والوفيل» نسخة محفوظة 12 مايو 2008 على موقع واي باك مشين. - ميزة مركز الفنون 12 آب 2005
- لماذا لست معجبًا بقلم جون رودريك
- HomeStuck - الموقع الرسمي
- منظمة الأعمال التحويلية - منظمة غير ربحية تروج لأعمال المَعجبة وأرشفة أعمال المعجبين.
- النجاة مَعجبة - Mookychick 24 يونيو 2013
- تحالف هاري بوتر - الموقع الرسمي